# Un pont entre deux rives
Pour plus de détails, voir Fiche technique et Distribution.
Un pont entre deux rives est un film français de Frédéric Auburtin et Gérard Depardieu, sorti en 1999.

## Synopsis
Quinze ans après avoir épousé Georges, un homme dont la vitalité la fascinait alors qu’elle n’était encore qu’une jeune fille romantique et sentimentale, Mina est maintenant désillusionnée. Elle est prête à vivre l’aventure qui se présente à elle en la personne de Mathias, un ingénieur séduisant qui parcourt le monde en construisant des ponts.

## Fiche technique
- Titre: Un pont entre deux rives
- Réalisation : Frédéric Auburtin et Gérard Depardieu
- Scénario : François Dupeyron, d'après le roman d'Alain Leblanc
- Photographie : Pascal Ridao
- Musique : Frédéric Auburtin
- Date de sortie : France : 7 avril 1999

## Distribution
- Gérard Depardieu : Georges
- Carole Bouquet : Mina
- Charles Berling : Mathias
- Christiane Cohendy : Gaby
- Dominique Reymond : Claire Daboval
- Mélanie Laurent : Lisbeth
- Michelle Goddet : Babet
- Stanislas Crevillén : Tommy
- Gérard Dauzat : M. Daboval
- Agathe Dronne : la secrétaire du chantier

## Autour du film
- Le film a été tourné à Pont-Audemer et à Gonneville-sur-Honfleur[1].
- Deuxième réalisation de Gérard Depardieu (film coréalisé avec Frédéric Auburtin), après avoir réalisé une adaptation de Tartuffe de Molière.
- Mélanie Laurent accompagnait une de ses amies sur le tournage d’Astérix et Obélix contre César (1998), lorsque Gérard Depardieu la remarque et décide de l’engager pour son film.
- Dans la scène où Mina (interprétée par Carole Bouquet) est seule au cinéma, le son permet de deviner que le film diffusé est Un singe en hiver d'Henri Verneuil, sorti en 1962.